# Atlanta turriculata
Atlanta turriculata là một loài ốc biển, là động vật thân mềm chân bụng sống ở biển trong họ Atlantidae.